# Pterocomma rufipes
Pterocomma rufipes är en insektsart som först beskrevs av Hartig 1841.  Pterocomma rufipes ingår i släktet Pterocomma och familjen långrörsbladlöss. Arten är reproducerande i Sverige. Inga underarter finns listade i Catalogue of Life.